# Districtul Phu Phan
Phu Phan (în thailandeză ภูพาน) este un district (Amphoe) din provincia Sakon Nakhon, Thailanda, cu o populație de 36.050 de locuitori și o suprafață de 559,0 km².

## Componență
Districtul este subdivizat în 4 subdistricte (tambon), care sunt subdivizate în 61 de sate (muban).
| Nr. | Nume        | În thailandeză | Sate | Locuitori |  |
| --- | ----------- | -------------- | ---- | --------- |  |
| 1.  | Sang Kho    | สร้างค้อ         | 22   | 11,069    |  |
| 2.  | Lup Lao     | หลุบเลา         | 12   | 7,021     |  |
| 3.  | Khok Phu    | โคกภู           | 18   | 14,248    |  |
| 4.  | Kok Pla Sio | กกปลาซิว        | 9    | 3,712     |  |